# Campionati europei di atletica leggera indoor 1974
I V campionati europei di atletica leggera indoor si sono svolti a Göteborg, in Svezia, presso lo Scandinavium, dal 9 al 10 marzo 1974. 

## Risultati

### Uomini
| Specialità | Oro                                                                | Prestazione | Argento                                                                | Prestazione | Bronzo                                       | Prestazione                                  |
| Corse piane |                                                                    |             |                                                                        |             |                                              |                                              |
| 60 metri | Valeriy Borzov                                                     | 6"58        | Manfred Kokot                                                          | 6"63        | Aleksandr Korneljuk                          | 6"66                                         |
| 400 metri | Fons Brijdenbach                                                   | 46"60       | Andreas Scheibe                                                        | 46"80       | Günter Arnold                                | 46"94                                        |
| 800 metri | Luciano Sušanj                                                     | 1'48"07     | András Zsinka                                                          | 1'48"50     | Jozef Plachý                                 | 1'49"49                                      |
| 1.500 metri | Henryk Szordykowski                                                | 3'41"78     | Thomas Wessinghage                                                     | 3'42"02     | Włodzimierz Staszak                          | 3'43"48                                      |
| 3.000 metri | Emiel Puttemans                                                    | 7'48"48     | Paul Thijs                                                             | 7'51"76     | Pavel Pěnkava                                | 7'51"79                                      |
| Corse a ostacoli |                                                                    |             |                                                                        |             |                                              |                                              |
| 60 metri ostacoli | Anatoliy Moshiashvili                                              | 7"66        | Mirosław Wodzyński                                                     | 7"68        | Frank Siebeck                                | 7"75                                         |
| Staffette |                                                                    |             |                                                                        |             |                                              |                                              |
| Staffetta 4×392 metri | Svezia Michael Fredriksson Gert Möller Anders Faager Dimitre Grama | 3'04"55     | Francia Pierre Bonvin Patrick Salvador Roger Vélazquez Lionel Malingre | 3'05"46     | Hanno partecipato alla gara solo due squadre | Hanno partecipato alla gara solo due squadre |
| Salti |                                                                    |             |                                                                        |             |                                              |                                              |
| Salto con l'asta | Tadeusz Ślusarski                                                  | 5,35 m      | Antti Kalliomäki                                                       | 5,30 m      | Jânis Lauris                                 | 5,30 m                                       |
| Salto in alto | Kęstutis Šapka                                                     | 2,22 m      | István Major                                                           | 2,20 m      | Vladimír Malý                                | 2,17 m                                       |
| Salto in lungo | Jean-François Bonhème                                              | 8,17 m      | Hans Baumgartner                                                       | 8,10 m      | Max Klauß                                    | 8,03 m                                       |
| Salto triplo | Michał Joachimowski                                                | 17,03 m     | Mikhail Bariban                                                        | 16,88 m     | Bernard Lamitié                              | 16,56 m                                      |
| Lanci |                                                                    |             |                                                                        |             |                                              |                                              |
| Getto del peso | Geoff Capes                                                        | 20,95 m     | Heinz-Joachim Rothenburg                                               | 20,87 m     | Jaroslav Brabec                              | 19,87 m                                      |
| record mondiale; record mondiale stagionale; record europeo; record europeo stagionale; record dei campionati; record nazionale; record personale; record personale stagionale. |                                                                    |             |                                                                        |             |                                              |                                              |

### Donne
| Specialità | Oro                                                                        | Prestazione | Argento                                                                   | Prestazione | Bronzo                                       | Prestazione                                  |
| Corse piane |                                                                            |             |                                                                           |             |                                              |                                              |
| 60 metri | Renate Stecher                                                             | 7"16        | Andrea Lynch                                                              | 7"17        | Irena Szewińska                              | 7"20                                         |
| 400 metri | Jelica Pavličić                                                            | 52"64       | Nadezhda Ilyina                                                           | 52"81       | Waltraud Dietsch                             | 52"84                                        |
| 800 metri | Elżbieta Katolik                                                           | 2'02"38     | Gisela Ellenberger                                                        | 2'02"54     | Gunhild Hoffmeister                          | 2'02"59                                      |
| 1.500 metri | Tonka Petrova                                                              | 4'10"97     | Karin Krebs                                                               | 4'11"33     | Tamara Kazachkova                            | 4'14"45                                      |
| Corse a ostacoli |                                                                            |             |                                                                           |             |                                              |                                              |
| 60 metri ostacoli | Annerose Fiedler                                                           | 8"08        | Grażyna Rabsztyn                                                          | 8"08        | Meta Antenen                                 | 8"19                                         |
| Staffette |                                                                            |             |                                                                           |             |                                              |                                              |
| Staffetta 4×392 metri | Svezia Ann-Charlotte Hesse Lena Fritzson Ann-Margret Utterberg Ann Larsson | 3'38"15     | Bulgaria Lilyana Tomova Sonya Zachariyeva Yordanka Filipova Tonka Petrova | 3'39"21     | Hanno partecipato alla gara solo due squadre | Hanno partecipato alla gara solo due squadre |
| Salti |                                                                            |             |                                                                           |             |                                              |                                              |
| Salto in alto | Rosemarie Witschas                                                         | 1,90 m      | Milada Karbanová                                                          | 1,88 m      | Rita Kirst                                   | 1,88 m                                       |
| Salto in lungo | Meta Antenen                                                               | 6,69 m      | Angela Schmalfeld                                                         | 6,56 m      | Valeria Stefanescu                           | 6,39 m                                       |
| Lanci |                                                                            |             |                                                                           |             |                                              |                                              |
| Getto del peso | Helena Fibingerová                                                         | 20,75 m     | Nadežda Čižova                                                            | 20,62 m     | Marianne Adam                                | 19,70 m                                      |
| record mondiale; record mondiale stagionale; record europeo; record europeo stagionale; record dei campionati; record nazionale; record personale; record personale stagionale. |                                                                            |             |                                                                           |             |                                              |                                              |

## Medagliere
Legenda
     Paese ospitante
| Posizione | Paese            | Oro | Argento | Bronzo | Totale |
| --------- | ---------------- | --- | ------- | ------ | ------ |
| 1         | Polonia          | 5   | 1       | 2      | 8      |
| 2         | Germania Est     | 3   | 5       | 7      | 15     |
| 3         | Unione Sovietica | 3   | 3       | 3      | 9      |
| 4         | Belgio           | 2   | 1       | 0      | 3      |
| 5         | Svezia           | 2   | 0       | 0      | 2      |
| 5         | Jugoslavia       | 2   | 0       | 0      | 2      |
| 7         | Cecoslovacchia   | 1   | 1       | 4      | 6      |
| 8         | Francia          | 1   | 1       | 1      | 3      |
| 9         | Bulgaria         | 1   | 1       | 0      | 2      |
| 9         | Regno Unito      | 1   | 1       | 0      | 2      |
| 11        | Svizzera         | 1   | 0       | 1      | 2      |
| 12        | Germania Ovest   | 0   | 3       | 0      | 3      |
| 13        | Ungheria         | 0   | 2       | 0      | 2      |
| 14        | Finlandia        | 0   | 1       | 0      | 1      |
| 15        | Francia          | 0   | 0       | 1      | 1      |
| 15        | Romania          | 0   | 0       | 1      | 1      |
| Totale    | Totale           | 21  | 21      | 19     | 61     |